# كيسوكي إيواشيتا
كيسوكي إيواشيتا (باليابانية: 岩下 敬輔) (24 سبتمبر 1986 في كاغوشيما في اليابان – )؛ هو لاعب كرة قدم ياباني سابق كان يلعب كمدافع.

## وصلات خارجية
- كيسوكي إيواشيتا على موقع رابطة كرة القدم اليابانية للمحترفين (اليابانية)
- كيسوكي إيواشيتا على موقع قاعدة بيانات كرة القدم.إي يو (الإنجليزية)
- كيسوكي إيواشيتا على موقع Soccerway.com (الإنجليزية)
- كيسوكي إيواشيتا على موقع عالم كرة القدم.نت (الإنجليزية)
- كيسوكي إيواشيتا على موقع كووورة